# Xanthoparmelia kimberleyensis
Xanthoparmelia kimberleyensis är en lavart som beskrevs av Elix. Xanthoparmelia kimberleyensis ingår i släktet Xanthoparmelia och familjen Parmeliaceae.   Inga underarter finns listade i Catalogue of Life.